# 장흥역 (양주)
장흥역(Jangheung station, 長興驛)은 교외선의 철도역이다. 역명은 역이 소재한 양주시 장흥면의 이름을 딴 것이며 전라남도 장흥군과는 한자표기가 같지만 연관이 없다. 

## 역 정보
- 한국철도 100주년 기념 스탬프에 장흥역이 있다. 역원 무배치간이역인 장흥역에는 역무원이 없는 까닭에 기념 스탬프를 비치할 수 없어, 이 역의 관리역인 대곡역에서 장흥역의 스탬프도 받을 수 있다.
- 2012년부터 장흥역 앞 건물에 구형 역명판이 보존되고 있다.[2]

## 승강장
| ↑ 송추 |
| １ \|  |
| 일영 ↓ |

| 1 | 교외선 | 무궁화호 | 의정부 · 대곡 방면 |

## 인접한 역
| 교외선         | 교외선          | 교외선           |
| -------------- | --------------- | ---------------- |
| 일영 대곡 방면 | 무궁화호 교외선 | 송추 의정부 방면 |

## 역 주변
- 장흥유원지

## 연혁
- 1965년 7월 21일 : 무배치간이역(을종위탁발매소)으로 영업 개시[3]
- 1967년 9월 1일 : 을종승차권대매소로 지정[4]
- 2004년 4월 1일 : 여객열차 운행 중단 및 통일호 승차권 발매 중단
- 2025년 1월 11일 : 여객열차 운행 재개